# Corinna Rohn
Corinna Rohn (geboren 1969 in Berlin-Schöneberg) ist eine deutsche Bauforscherin.
Geboren in Berlin, legte Corinna Rohn ihr Abitur 1988 in Melsungen ab. Im Anschluss studierte sie Architektur an der Hochschule der Künste Berlin, an der sie 1995 das Diplom bestand. Bereits während des Studiums nahm sie ab 1992 regelmäßig an verschiedenen Ausgrabungen des Deutschen Archäologischen Instituts teil. Nach ihrem Diplom wurde sie wissenschaftliche Hilfskraft bei der Ausgrabung in Didyma und wirkte bei der Stadtplanaufnahme der kleinasiatischen Stadt Herakleia am Latmos mit. Für das Jahr 1996/1997 erhielt sie das Reisestipendium des Deutschen Archäologischen Instituts, mit dem sie die Länder des Mittelmeeres und den Jemen bereiste.
Mit einem sich anschließenden und bis 2002 gewährten Forschungsstipendium des Deutschen Archäologischen Instituts bearbeitete sie den Stadion-Theater-Komplex von Aizanoi. Für das Jahr 2002 erhielt sie ein Promotionsstipendium der Gerda Henkel Stiftung. Im Oktober desselben Jahres trat sie eine Stelle als wissenschaftliche Assistentin am Lehrstuhl für Baugeschichte der Brandenburgischen Technischen Universität Cottbus an, die sie bis zu ihrer im Jahr 2008 in Cottbus abgeschlossenen und von Adolf Hoffmann betreuten Promotion innehatte.
Für die in ihrer Doktorarbeit zum Theater-Stadion-Komplex von Aizanoi an den Tag gelegte hervorragende wissenschaftliche Leistung wurde sie 2008 mit dem Max-Grünebaum-Preis ausgezeichnet. Im selben Jahr wurde sie korrespondierendes Mitglied des Deutschen Archäologischen Instituts, und die Hochschule RheinMain berief sie auf den Lehrstuhl für Baugeschichte und Denkmalpflege, wo sie zugleich die Leitung des Labors für Bauaufnahme und Bauforschung übernahm. Seit 2018 ist sie Dekanin.
Corinna Rohn, die seit 2002 Mitglied der Koldewey-Gesellschaft ist, wurde in verschiedene Gremien und Beiräte berufen. So gehört sie seit 2010 dem Hochschulrat der Hochschule Mainz, seit 2012 dem wissenschaftlichen Beirat des Archäologischen Anzeigers, einer der bedeutendsten deutschsprachigen Fachzeitschriften im Bereich der Archäologie, an. Im Jahr 2014 wurde sie Mitglied des Landesdenkmalrats für Hessen.
Zu den Forschungsschwerpunkten von Corinna Rohn gehören vor allem siedlungstopographische Projekte und die gezielte Bauforschung zu Einzelmonumenten. So leitete sie die bauhistorischen Untersuchungen Triphyliens in einem mit Joachim Heiden durchgeführten Projekt. Zu den Einzeluntersuchungen zählen etwa die partielle Bauaufnahme der Kathedrale von Santiago de Compostela und die Untersuchungen zur umayyadischen Palastanlage Khirbat al-Minya in Israel im Rahmen der dortigen Forschungen von Hans-Peter Kuhnen und der Universität Mainz. Seit 2018 forscht sie in Kooperation mit Oliver Pilz zur Siedlungsentwicklung der antiken Stadt Kaulonia in Kalabrien.

## Veröffentlichungen (Auswahl)
- Der Theater-Stadion-Komplex von Aizanoi. Cottbus, Techn. Univ., Diss., 2007 Online-Ressource, Zugänge bei HEIDI